# Petar Popović (cestista 1959)
Petar Popović (in serbo Петар Поповић?; Kraljevo, 13 luglio 1959) è un ex cestista e allenatore di pallacanestro serbo naturalizzato croato, fino al 1992 jugoslavo.
È il padre Marko, e zio di Alan Gregov, entrambi cestisti di livello internazionale.

## Palmarès

### Giocatore
- YUBA liga: 1

Zadar: 1985-86

### Allenatore
- Coppa di Croazia: 1

Zadar: 2007